# Малая Хвороща
Малая Хвороща (укр. Мала Хвороща) — село в Новокалиновской городской общине Самборского района Львовской области Украины.
Занимает площадь 0,1 км². Почтовый индекс — 81472. Телефонный код — 3236.